# 髙橋直樹 (CMディレクター)
髙橋 直樹（たかはし なおき）は日本のCMディレクター。大阪府大阪市出身。髙橋の髙は「はしご高」。

## 来歴・人物
大阪生まれ。日本大学卒業。
大学在学中にコミックバンド「ペンギン村BAND」を結成。渋谷TAKE OFF7を中心にライブ活動を繰り広げる。
また、バンド活動とは別に漫才コンビ「プー吉ガー吉」を結成。フジテレビ 笑ってる場合ですよ「お笑い君こそスターだ！」で第29代チャンピオンとなる。
大学卒業後、SP系広告代理店に就職。イベント、キャンペーン等を手掛けた後、CM業界に転身。幾つかのCM制作会社を経て2000年1月に独立。
以後フリーのCMディレクターとして数々のTVCMを演出。

## CM
1998年に演出した「LOFT名古屋」のCMがACC CM FESTIVAL銅賞を受賞。

2006年「エバラ浅漬けの素」CMで、浅漬け体操シリーズを企画演出。
CM DATA BANKによるCM好感度調査において、2006 CM-Branding評価 TOP50に選出される。
2011年に手掛けた「アリさんマークの引越社」CMでは、AKB48メンバーの個性を生かした企画と演出を展開。

また、2000年よりずっと携わっている「ハラダ製茶やぶ北ブレンド」シリーズでは、嫁と姑のコミカルなドラマをテンポ良く描き、高い好感度を得ている。

その他  ACC CM FESTIVAL、静岡県CMグランプリなど受賞歴も多数。

## 主な演出作品
- エバラ食品　浅漬けの素、おろしのたれ、キムチ鍋の素ほか（出演 つるの剛士[13][14]、川平慈英、要潤など）
- 任天堂　3DS、Wiiなど　（出演　トリンドル玲奈、ダチョウ倶楽部など）
- ハラダ製茶　やぶ北ブレンドシリーズ　（出演　久保田民絵、塙理恵）
- アース製薬モンダミン　（出演　井森美幸）
- GMOインターネット　（出演　川平慈英、氣志團など）
- アリさんマークの引越社　（出演　AKB48）
- ペヤングソースやきそば　（出演　立川志の輔、山田隆夫）
- 桧家住宅　（出演　waffles 大野恭子）
- NHK ルーキーキャンペーン スポット　（出演　榮倉奈々、多部未華子など）
- 永谷園　サラダ麺　（出演　和田アキ子、坂下千里子）
- ブルボン　プチ　（出演　速水もこみち）
- 明治　超ひもQほか　（出演　なすび）
- ampm とれたてキッチンほか　（出演　ロベルト・カルロス）
- ダイエー　各種セール告知CM
- 日本ゲームカード　（出演　石井里佳）
- サークルK （出演　原沙知絵）
- スルガ銀行　（出演　ナポレオンズ）
- 井村屋　あずきバー　（出演　牧瀬里穂）
- アイフルホーム　（出演　ちはる）
- Kiroro MV    6thシングル 「好きな人」

その他、NTT東日本、NTTドコモ、福岡シティ銀行、JA、マルハ、ニトムズ等々